# Hamilton (musikal)

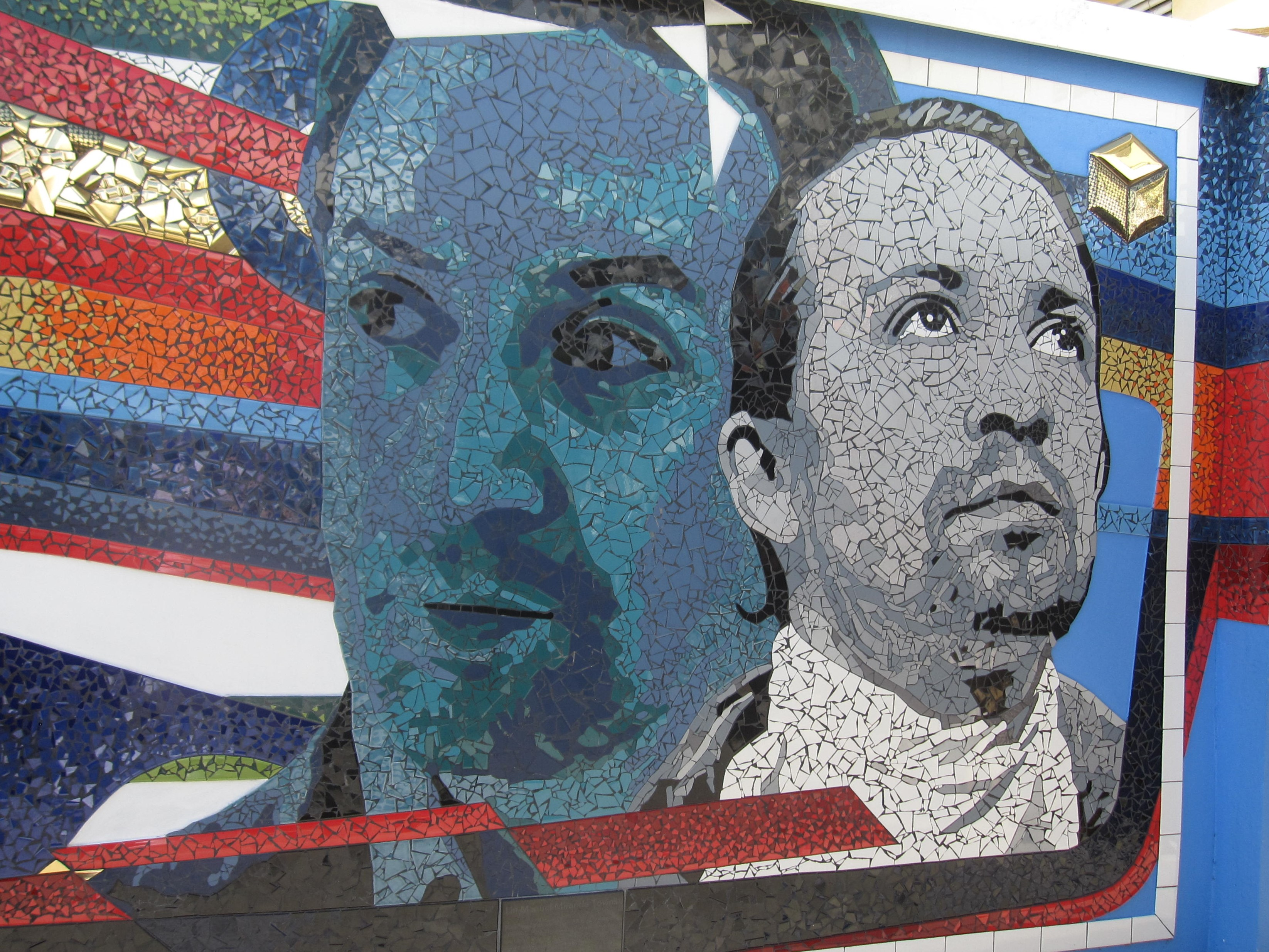
Tolkning av Lin-Manuel Miranda i huvudrollen som Alexander Hamilton.

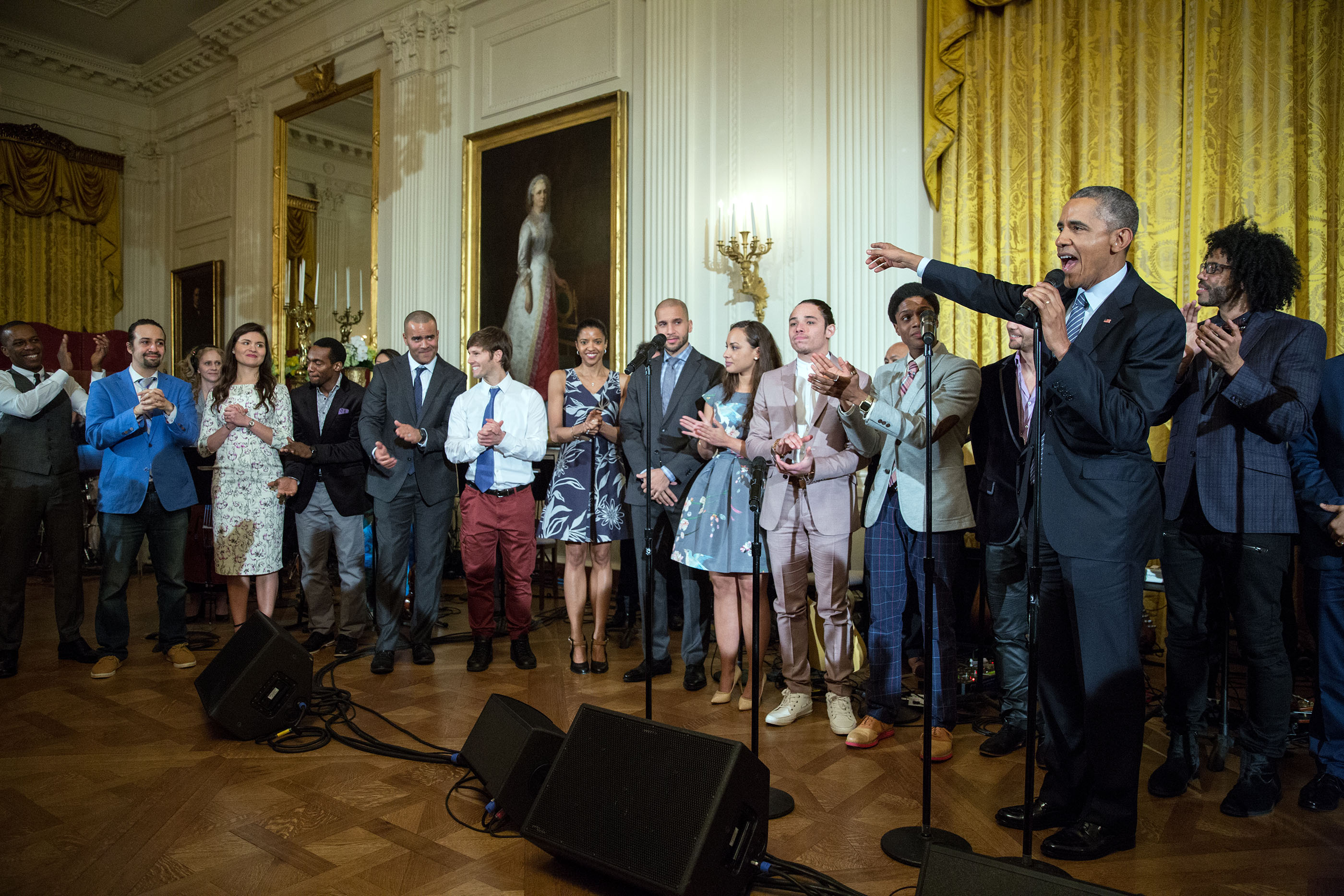
Musikalens ensemble tillsammans med Barack Obama efter att ha uppfört några nummer ur musikalen i Vita huset 2016.

Hamilton: An American Musical är en musikal om Alexander Hamilton skriven och tonsatt av Lin-Manuel Miranda. 
Musikalen bygger delvis på en biografi skriven av Ron Chernow men har en friare, showmässig gestaltning av personer och historiska realiteter. Musikalen hade premiär i New York den 20 januari 2015 och flyttade till Broadway den 6 augusti 2015. Andra viktiga premiärdatum var i Chicago under september 2016, en amerikansk turnéproduktion i mars 2017 och premiären i London i december 2017.
Hamiltons musikstil söker samband till den multietniska amerikanska verkligheten med en blandning av rap, hiphop, R&B, jazz. Med inspiration från Barack Obamas tillträde som USA:s förste svarta president och Mirandas egen familjs invandrarbakgrund, består ensemblen i princip uteslutande av icke-vita skådespelare som oberoende av egen etnicitet porträtterar historiska vita personer.
2016 nominerades Hamilton till 16 Tony Awards (flest nomineringar någonsin) och vann 11 kategorier. Hamilton har också vunnit en Grammy Award för bästa album baserat på en musikal, samt Pulitzerpriset för drama. Ursprungligen gestaltade Lin-Manuel Miranda själv huvudrollen som Alexander Hamilton, även i Disney+ 2020 filmade version av scenföreställningen.

## Synopsis
Den första sången beskriver Hamiltons barndom fram tills han är 19 år och har nått New York. Alexander Hamilton växte upp på en koloni i Karibien. Hans mamma dog när han var tolv år gammal och hans pappa lämnade dem när Hamilton var 10 år. Han lyckas ta sig till Amerika och där kommer han i kontakt med Aaron Burr, Hercules Mulligan, Marquis de Lafayette och John Laurens: välkända namn från amerikanska frihetskriget. 

## Rollista
| Roll                                  | Broadway 2015          |
| ------------------------------------- | ---------------------- |
| Alexander Hamilton                    | Lin-Manuel Miranda     |
| Aaron Burr                            | Leslie Odom Jr         |
| Eliza Hamilton                        | Philippa Soo           |
| Angelica Schuyler                     | Renée Elise Goldsberry |
| Marquis de Lafayette/Thomas Jefferson | Daveed Diggs           |
| George Washington                     | Christopher Jackson    |
| Kung Georg III                        | Jonathan Groff         |
| John Laurens/Philip Hamilton          | Anthony Ramos          |
| Peggy Schuyler/Maria Reynolds         | Jasmine Cephas Jones   |
| Hercules Mulligan/James Madison       | Okieriete Onaodowan    |